# Aenigma incognita
Aenigma incognita är en spindelart som beskrevs av Wesolowska, Haddad 2009. Aenigma incognita ingår i släktet Aenigma och familjen hoppspindlar. Inga underarter finns listade i Catalogue of Life.